# Geometra euryagyia
Geometra euryagyia är en fjärilsart som beskrevs av Louis Beethoven Prout 1922. Geometra euryagyia ingår i släktet Geometra och familjen mätare. Inga underarter finns listade i Catalogue of Life.